# Distretto di Jičín
Il distretto di Jičín (in ceco okres Jičín) è un distretto della Repubblica Ceca nella regione di Hradec Králové. Il capoluogo di distretto è la città di Jičín.

## Geografia antropica
Il distretto conta 111 comuni:

### Città
- Hořice
- Jičín
- Kopidlno
- Lázně Bělohrad
- Libáň
- Miletín
- Nová Paka
- Sobotka
- Vysoké Veselí
- Železnice

### Comuni mercato
- Mlázovice
- Pecka
- Podhradí

### Comuni
- Bačalky
- Bašnice
- Běchary
- Bílsko u Hořic
- Boháňka
- Borek
- Brada-Rybníček
- Březina
- Bříšťany
- Budčeves
- Bukvice
- Butoves
- Bystřice
- Cerekvice nad Bystřicí
- Cholenice
- Chomutice
- Choteč
- Chyjice
- Červená Třemešná
- Češov
- Dětenice
- Dílce
- Dobrá Voda u Hořic
- Dolní Lochov
- Dřevěnice
- Holín
- Holovousy
- Jeřice
- Jičíněves
- Jinolice
- Kacákova Lhota
- Kbelnice
- Kněžnice
- Konecchlumí
- Kostelec
- Kovač
- Kozojedy
- Kyje
- Libošovice
- Libuň
- Lískovice
- Lukavec u Hořic
- Lužany
- Markvartice
- Milovice u Hořic
- Mladějov
- Nemyčeves
- Nevratice
- Ohařice
- Ohaveč
- Osek
- Ostroměř
- Ostružno
- Petrovičky
- Podhorní Ůjezd a Vojice
- Podůlší
- Radim
- Rašín
- Rohoznice
- Rokytňany
- Samšina
- Sběř
- Sedliště
- Sekeřice
- Slatiny
- Slavhostice
- Sobčice
- Soběraz
- Stará Paka
- Staré Hrady
- Staré Místo
- Staré Smrkovice
- Střevač
- Sukorady
- Svatojanský Újezd
- Šárovcova Lhota
- Tetín
- Třebnouševes
- Třtěnice
- Tuř
- Úbislavice
- Údrnice
- Úhlejov
- Újezd pod Troskami
- Úlibice
- Valdice
- Veliš
- Vidochov
- Vitiněves
- Volanice
- Vrbice
- Vršce
- Vřesník
- Zámostí-Blata
- Zelenecká Lhota
- Žeretice
- Židovice
- Žlunice